# Frogmore Cottage
Frogmore Cottage je historický dům s památkovou ochranou II. stupně na panství Frogmore, které je součástí Home Parku ve Windsoru v Anglii. Dům Frogmore Cottage, postavený v roce 1801 na příkaz královny Charlotty v zahradách poblíž domu Frogmore House, je součástí Crown Estate, veřejného majetku panovníka. Dům se v roce 2019 stal rezidencí vévody a vévodkyně ze Sussexu ve Spojeném království a byl jejich hlavním sídlem, než se přestěhovali do Montecita v Kalifornii ve Spojených státech. V březnu 2023 agent páru uvedl, že byli požádáni, aby dům opustili.
V roce 2020 byla Frogmore Cottage popsána jako dům s rozlohou 5 089 čtverečních stop (472,8 m²), čtyřmi ložnicemi a dětským pokojem a čtyřmi koupelnami, který je jako jednobytový dům ve II. stupni památkové ochrany. Před renovací měl 10 ložnic. Během renovace vznikly také dvě oranžerie, zeleninová zahrada a studio pro jógu.

## Historie
Dům byl původně známý jako Double Garden Cottage a v účetnictví královny Charlotty z roku 1801 je uveden jako stavba pana Bowena za 450 liber. Královna Viktorie v domku posnídala 28. června 1875 a všimla si "obrovského množství malých žab", které jí připadaly "docela nechutné". Od října 1975 je dům zapsán na seznamu národního dědictví Anglie stupně II. Zápis poskytuje jen málo informací o jeho historii: "Raný dům z roku C19, prostý, dvoupatrový, s pavlačí. Středový zlom s verandou. Zasklená křídla s pruhy. Obložený štukovou omítkou".

### Nájemníci z 19. a 20. století
Dům byl útočištěm Charlotty, manželky Jiřího III. a jejích svobodných dcer. Ve 40. letech 19. století žil v chalupě teolog Henry James starší s rodinou. V roce 1897 se do Frogmore Cottage přestěhoval osobní tajemník královny Viktorie Abdul Karim s manželkou a otcem. Ve 20. letech 20. století zde pobývala velkokněžna Xenie Alexandrovna v exilu z rodného Ruska po ruské revoluci.

### Nájemníci 21. století
Na počátku 21. století tvořil dům řadu pěti samostatných jednotek, v nichž bydleli zaměstnanci Windsoru.
V roce 2019 byl dům přestavěn na rodinný dům se čtyřmi ložnicemi a dětským pokojem za údajných 2,4 milionu liber z panovnického grantu pro vévodu a vévodkyni ze Sussexu před narozením jejich syna Archieho Mountbattena-Windsora v květnu 2019. Jako majetek královské kanceláře a památkově chráněné místo byla Frogmore Cottage určena k renovaci, bez ohledu na to, kdo ji bude obývat. Nemovitost byla manželům darována jako domov královnou Alžbětou II. V lednu 2020 však královská kancelář oznámila, že vévoda a vévodkyně ze Sussexu odstoupí z funkce vysoce postavených pracujících členů královské rodiny a spolu s tím oznámila "přání páru splatit výdaje ze Sovereign Grant na renovaci Frogmore Cottage". V září splatili Harry a Meghan částku 2,4 milionu liber, jejíž část byla započtena proti tehdy splatným platbám za pronájem. Nájemní smlouva Harryho jako nájemce platícího nájemné byla prodloužena do března 2022.
Princezna Eugenie, dcera prince Andrewa, vévody z Yorku, a její manžel Jack Brooksbank se v domě zabydleli se svým synem v listopadu 2020. V únoru 2022 bylo oznámeno, že princ Harry plánuje obnovit nájemní smlouvu na tento dům, což mu umožní udržet oficiální rezidenci ve Spojeném království. V květnu 2022 bylo oznámeno, že Harrymu byl pronájem nemovitosti obnoven a Eugenie nemovitost opustila.
V březnu 2023 bylo oznámeno, že princi Andrewovi, který bydlí v nedalekém 30pokojovém Royal Lodge ve Windsor Great Parku, byla nabídnuta Frogmore Cottage a princ Harry s manželkou Meghan byli požádáni, aby rezidenci opustili. Manželé byli údajně o tomto rozhodnutí informováni v lednu a na opuštění nemovitosti mají čas až do korunovace.